# Tokuyama (Unternehmen)

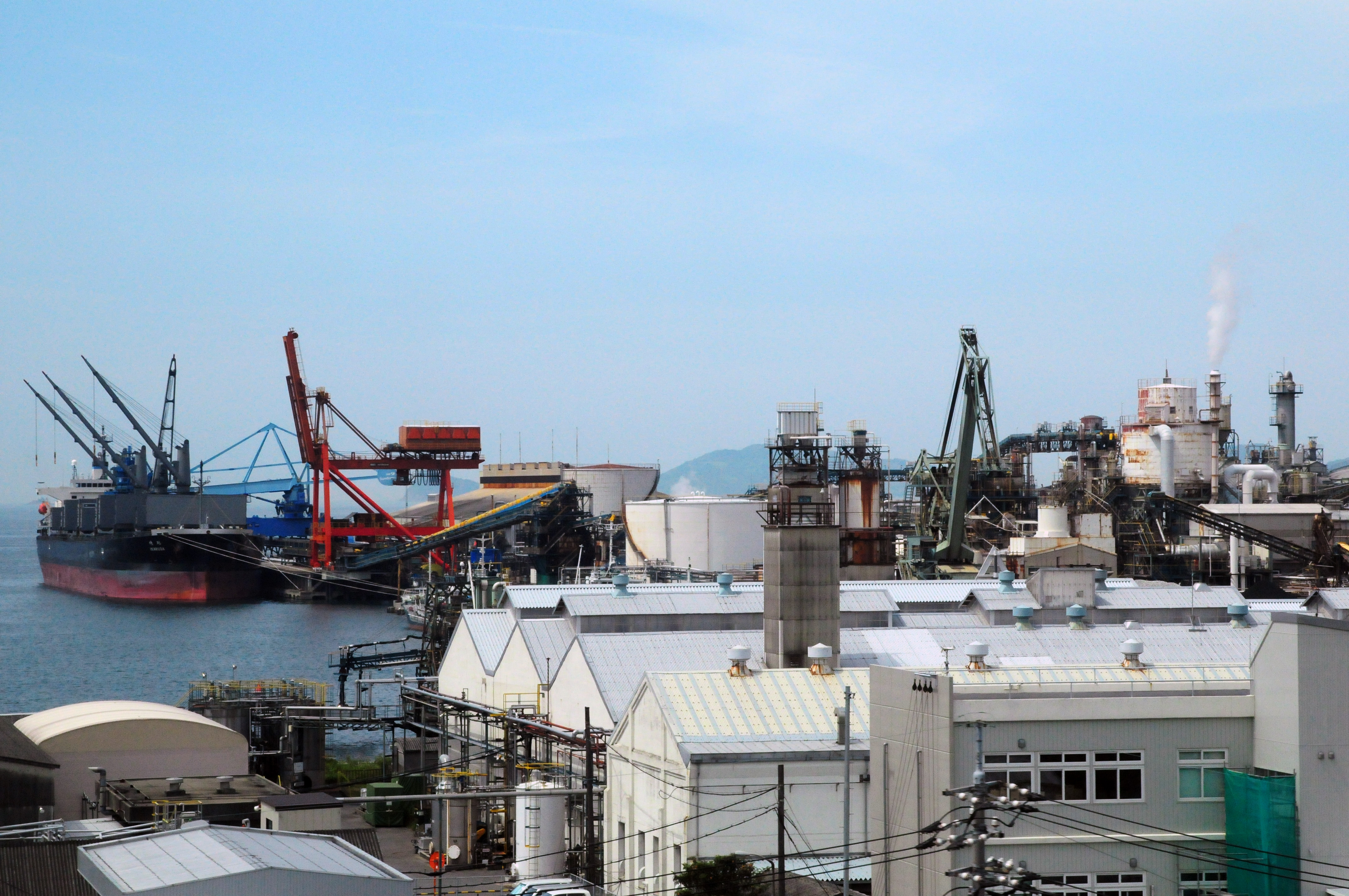
Chemische Fabrik im Hafen Tokuyama-Kudamatsu in Shūnan

K.K. Tokuyama (japanisch 株式会社トクヤマ, Kabushiki kaisha Tokuyama, englisch Tokuyama Corporation) ist ein japanisches Chemieunternehmen mit Sitz im Kasumigaseki Common Gate in Chiyoda, Tokio.
Gründungsort und bis heute ein Hauptstandort der Produktion ist Shūnan (ehemals Tokuyama) in der Präfektur Yamaguchi. Im Geschäftsjahr 2013 fuhr der Bereich Spezialchemikalien mit der Siliziumfertigung hohe Verluste ein.

## Produkte
Der Geschäftsbereich Chemicals (jap. kaseihin, „Chemikalien“) stellt Grundstoffe her: Natriumcarbonat und Calciumchlorid, Natriumhydroxid, Propylenoxid, Chlorderivate, Vinylchlorid und Isopropylalkohol. Der Bereich Specialty Products (tokushuhin) produziert hochreine Stoffe für die Elektronikindustrie, polykristallines Silicium, pyrogene Kieselsäure (englisch fumed silica) sowie Aluminiumnitrid-Keramik (Shapal). Im Bereich Advanced Components werden Polyolefin-Schrumpffolien, mikroporöse Folien, Dentalmaterialien (Tokuyama Dental), Arzneistoffe, Ionenaustauschermembranen und Gassensoren. Außerdem werden Zement und die Herbizide Pethoxamid und Thenylchlor hergestellt.